# Entodiniomorphida
Ordre
Les Entodiniomorphida sont un ordre de Ciliés de la classe des Litostomatea.

## Liste des familles
Selon The Taxonomicon (5 mars 2024) :
- sous-ordre des Archistomatina de Puytorac et al., 1974
  - Buetschliidae Poche, 1913
- sous-ordre des Blepharocorythina Wolska, 1971
  - Blepharocorythidae Hsiung, 1929
- sous-ordre des Entodiniomorphina Reichenow, in Doflein & Reichenow, 1929
  - Rhinozetidae Van Hoven et al., 1988
  - Ophryoscolecidae Stein, 1859
  - Cycloposthiidae Poche, 1913
  - Ditoxidae Strelkow, 1939
  - Spirodiniidae Strelkow, 1939
  - Telamodiniidae Latteur & Dufey, 1967
  - Polydiniellidae Corliss, 1960
  - Troglodytellidae Corliss, 1979

Selon l'IRMNG (5 mars 2024) :
- Cycloposthiidae
- Ditoxidae
- Gilchristinidae Ito, Ishihara & Imai, 2014
- Macropodiniidae
- Ophryoscolecidae
- Polydiniellidae
- Rhinozetidae
- Spirodiniidae
- Troglodytellidae

Selon l'AlgaeBase (5 mars 2024) :
- Cycloposthiidae Poche
- Ophryoscolecidae F.Stein
- Parentodiniidae A.Ito, Y.Miyazaki & So.Imai
- Rhinozetidae W.Hoven, F.M.C.Gilchrist & Hamilton-Attwell